# Tizi
Tizi est une commune de la wilaya de Mascara en Algérie.

## Toponymie
Le nom Tizi (en langue berbère ⵜⵉⵣⵉ ) signifie "le col", c'est-à-dire le point le plus bas entre deux sommets. 

## Géographie
La commune s'étend sur 132 km2.

## Sport
La ville accueille un club de football, le CRB Tizi, fondé en 1946.